# Baby Got Back
Baby Got Back ist ein Lied des US-amerikanischen Rappers Sir Mix-a-Lot. Der Song erschien am 4. Februar 1992 auf seinem dritten Studioalbum Mack Daddy und wurde am 27. Februar 1992 als zweite Single aus diesem veröffentlicht.

## Inhalt
Baby Got Back ist dem Genre Dirty Rap zuzuordnen und enthält zahlreiche sexuelle Anspielungen, wobei Sir Mix-a-Lot vorwiegend über die Hinterteile von Frauen und direkt über Sex rappt. Im Intro unterhalten sich zwei Frauen abfällig über den Po einer anderen Frau. Dieser sei viel zu groß und hässlich, wodurch sie wie eine Prostituierte aussehe. Dabei werten sie auch deren schwarze Hautfarbe ab. Anschließend beginnt Sir Mix-a-Lot zu rappen, wobei er betont, dass er auf große Hintern und Kurven bei Frauen stehe. Diese würden ihn mit ihren Bewegungen geil machen und er könne kaum seinen Blick von ihnen lassen. Andere Männer sähen dies insgeheim ebenso, auch wenn die Medien nur schlanke Frauen als Schönheitsideal darstellten. Der Rapper spricht sich auch gegen die im Playboy dargestellten Frauen aus, da er nicht auf künstlich vergrößerte Brüste und Hintern stehe. Auch verstehe er nicht, warum viele Frauen abfällig als fett bezeichnet würden, obwohl er gerade ihre Kurven heiß finde.

“I like big butts and I cannot lie

You other brothers can’t deny

That when a girl walks in with an itty bitty waist

And a round thing in your face, you get sprung”

## Produktion
Das Lied wurde von Sir Mix-a-Lot selbst geschrieben und produziert, wobei der Musikproduzent Rick Rubin als Executive Producer fungierte. Dabei verwendeten sie ein Sample des Songs Technicolor des Techno-DJs Channel One aus dem Jahr 1986.

## Musikvideo
Bei dem zu Baby Got Back gedrehten Musikvideo führte Adam Bernstein Regie. Es verzeichnet auf YouTube über 78 Millionen Aufrufe (Stand: August 2024). Zu Beginn beobachten zwei junge weiße Frauen eine schwarze Frau und unterhalten sich abfällig über deren großen Po. Anschließend rappt Sir Mix-a-Lot, der überwiegend in Schwarz gekleidet ist und einen Hut sowie eine Sonnenbrille trägt, wobei er auf einem großen künstlichen Po vor blauem Himmel steht. Daneben tanzen vier Frauen, während die Kamera den Fokus auf ihre Körper und vor allem ihre Hinterteile legt. Eine Gruppe Männer feuert die Frauen bei ihrer Choreografie an. Danach ist der Rapper vor dem Schriftzug „MIXALOT“ zu sehen, während er den Text rappt und die Frauen weiter tanzen und mit ihren Hintern wackeln. Zwischendurch werden Früchte, wie Pfirsiche, Bananen und Zitronen, sowie einzelne Wörter, wie „Bubble“ und „Thick“, gezeigt.
Bei den MTV Video Music Awards 1992 wurde Baby Got Back in den Kategorien Best Rap Video, Best Direction in a Video und Best Art Direction in a Video nominiert, konnte jedoch in keiner gewinnen.

## Single

### Covergestaltung
Das Singlecover zeigt Sir Mix-a-Lot, der in Schwarz gekleidet ist und einen weißen Hut sowie eine Sonnenbrille trägt. Im Vordergrund befinden sich die gelben Schriftzüge SirMixaLot und Baby Got Back, während im Hintergrund blauer Himmel und Wolken zu sehen sind.

### Titellisten
Single
1. Baby Got Back (Album Version) – 4:23
2. Baby Got Back (B.W.B. Hip Hop Mix) – 4:34
3. Cake Boy – 4:08
4. You Can’t Slip – 4:59

Maxi
1. Baby Got Back (Album Version) – 4:23
2. Cake Boy – 4:08
3. You Can’t Slip – 4:59
4. Baby Got Back (Tekno-Metal Edit) – 4:16
5. Baby Got Back (B.W.B. Hip Hop Mix) – 4:34
6. Baby Got Back (Hurricane Mix) – 5:04

### Chartplatzierungen
Baby Got Back stieg am 17. August 1992 auf Platz 74 in die deutschen Singlecharts ein und erreichte vier Wochen später mit Rang 25 die höchste Position. Insgesamt war der Song zehn Wochen lang in den Top 100 vertreten. Am erfolgreichsten war die Single in den Vereinigten Staaten, wo sie fünf Wochen die Chartspitze belegte und sich 28 Wochen in den Charts hielt. Weitere Top-10-Platzierungen gelangen mit Rang drei in Neuseeland und Position acht in Australien. In den US-amerikanischen Single-Jahrescharts 1992 erreichte das Lied Platz zwei.
| ChartsChartplatzierungen       | Höchstplatzierung | Wochen |
| ------------------------------ | ----------------- | ------ |
| Deutschland (GfK)              | 25 (10 Wo.)       | 10     |
| Schweiz (IFPI)                 | 39 (2 Wo.)        | 2      |
| Vereinigte Staaten (Billboard) | 1 (28 Wo.)        | 28     |
| Vereinigtes Königreich (OCC)   | 56 (2 Wo.)        | 2      |

| ChartsJahrescharts (1992)      | Platzierung |
| ------------------------------ | ----------- |
| Vereinigte Staaten (Billboard) | 2           |

| ChartsJahrescharts (1990–1999) | Platzierung |
| ------------------------------ | ----------- |
| Vereinigte Staaten (Billboard) | 30          |

### Auszeichnungen für Musikverkäufe
Baby Got Back erhielt noch im Erscheinungsjahr in den Vereinigten Staaten für mehr als zwei Millionen verkaufte Einheiten eine doppelte Platin-Schallplatte. 2005 wurde auch die digitale Version für über 500.000 Downloads in den Vereinigten Staaten mit einer Goldenen Schallplatte ausgezeichnet.

| Land/Region                  | Auszeichnungen für Musikverkäufe (Land/Region, Auszeichnung, Verkäufe) | Verkäufe  |
| ---------------------------- | ---------------------------------------------------------------------- | --------- |
| Australien (ARIA)            | Gold                                                                   | 35.000    |
| Neuseeland (RMNZ)            | Platin                                                                 | 30.000    |
| Vereinigte Staaten (RIAA)    | 2× Platin (Physisch) · + Gold (Digital)                                | 2.500.000 |
| Vereinigtes Königreich (BPI) | Gold                                                                   | 400.000   |
| Insgesamt                    | 3× Gold · 3× Platin ·                                                  | 2.965.000 |

Bei den Grammy Awards 1993 wurde Baby Got Back mit dem Preis in der Kategorie Best Rap Solo Performance ausgezeichnet.